# Paectes canofusa
Paectes canofusa is een vlinder uit de familie van de Euteliidae. De wetenschappelijke naam van de soort is voor het eerst geldig gepubliceerd in 1898 door Hampson.